# Philo Farnsworth
Philo Farnsworth (19. srpna 1906, Beaver - 11. března 1971, Salt Lake City) byl americký vynálezce. Sestrojil první plně elektronickou televizi. V pozdějším věku vynalezl též fúzor, zařízení, jež započalo cestu k využití termojaderné fúze. Přihlásil celkem 300 patentů. Jeho objevy přispěly k vývoji radaru, přístrojů pro noční vidění, elektronového mikroskopu, inkubátoru či gastroskopu.